# Gamaliel V
El Rabí Gamaliel V (365-380 AD) (en hebreu: רבן גמליאל החמישי) va ser un patriarca jueu. Gamaliel V era el fill i el successor del patriarca Hillel II. La finalització i la perfecció del calendari jueu en 359 s'atribueix al patriarca Gamaliel V.
Era poc conegut com a mestre de religió, era més conegut com a polític secular. Entre les fonts dels Gueonim, només apareix el seu nom. Però en una carta de 393, Sant Jeroni esmenta que Teodosi I (379-395) havia condemnat a mort al cònsol romà Hesiqui d'Alexandria perquè havia robat els documents del patriarca Gamaliel V.
El còdex de Teodosi, resumeix les lleis romanes de 312 a 438, i esmenta entre d'altres, els edictes imperials de Teodosi I, i simbolitza la llibertat de la religió jueva fins i tot sota el govern de l'Emperador Teodosi I.
A l'edicte número 13 del vuitè capítol del setzè llibre del còdex de Teodosi està escrit: "El privilegi dels servents religiosos jueus només pot gaudir-lo qui està sota el poder del patriarca Gamaliel V". El patriarca jueu a la Terra d'Israel es va enfortir i va competir amb els altres patriarques. El judaisme era una religió lícita. Fins i tot l'Edicte de Tessalònica de 380, que establia la creença en la Santíssima Trinitat com la religió oficial de l'Estat, no s'aplicava als seguidors del judaisme.